# Grand-Fougeray

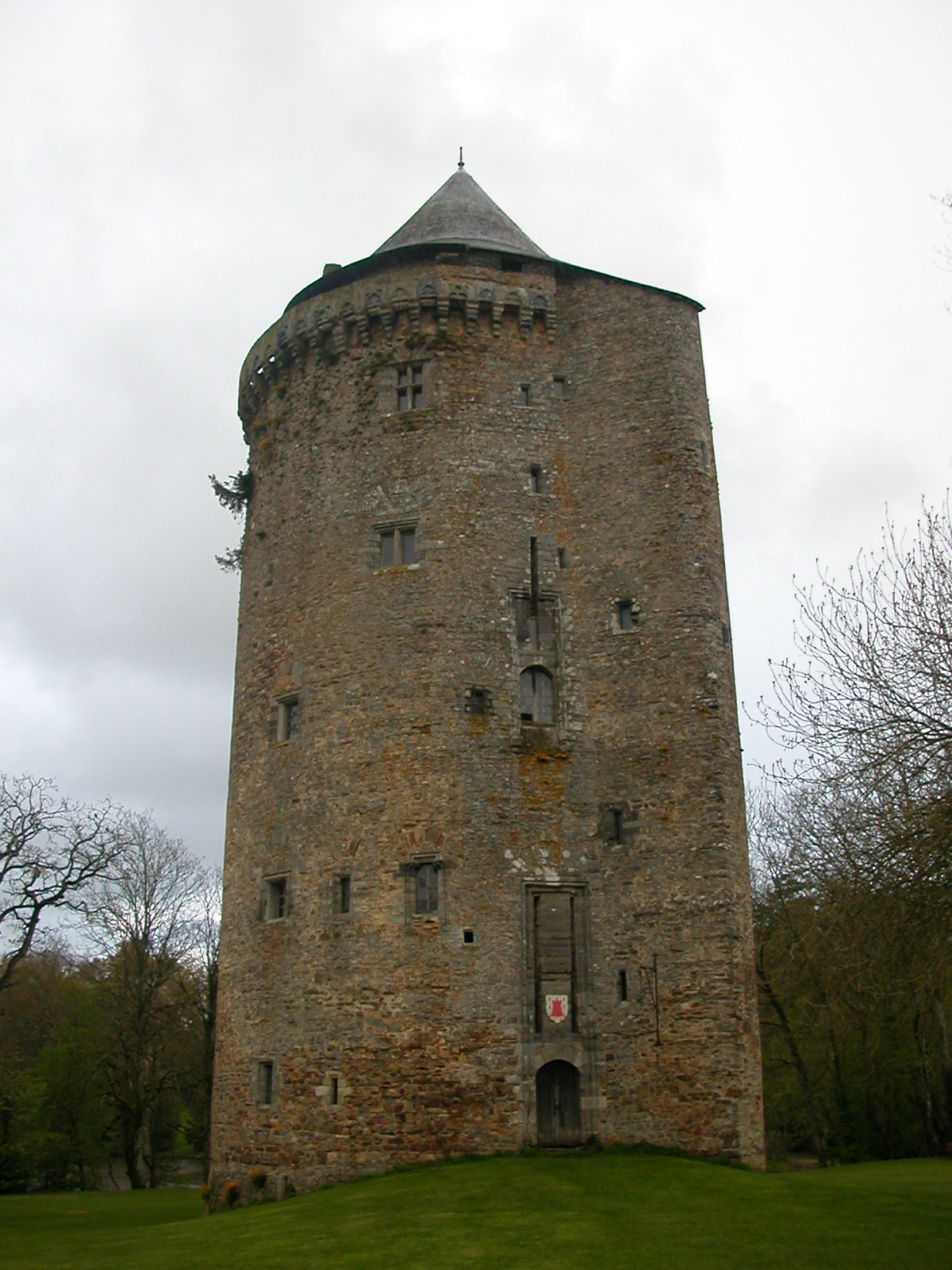
Tour du Guesclin in Grand-Fougeray

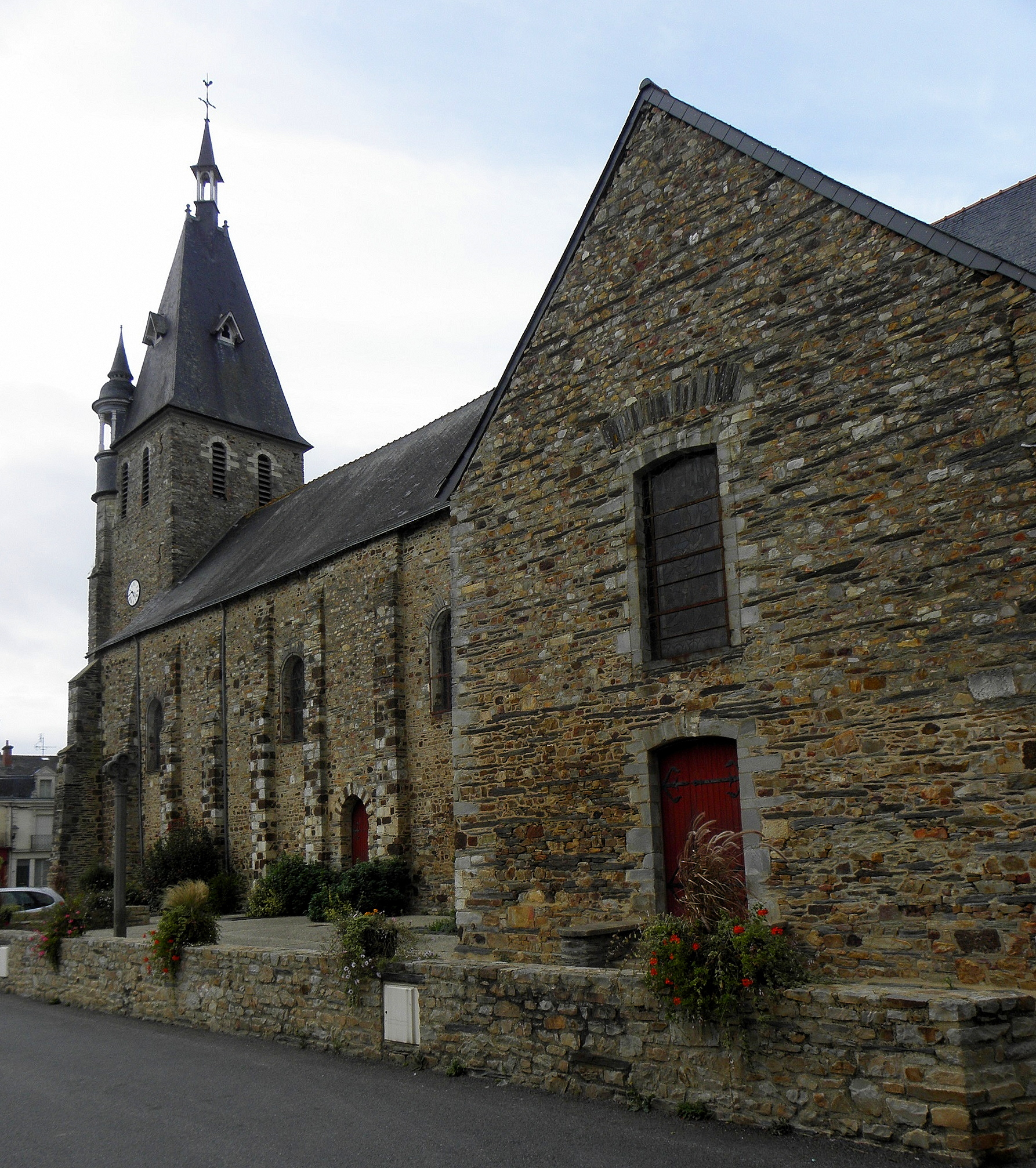
Kirche Saint-Pierre-Saint-Paul

Grand-Fougeray ist eine französische Gemeinde mit 2523 Einwohnern (Stand 1. Januar 2022) im Département Ille-et-Vilaine in der Region Bretagne.

## Geografie
Grand-Fougeray liegt zwischen Rennes und Nantes unmittelbar an der bretonischen Grenze.

## Geschichte
Im Jahre 851 besiegten die Bretonen Karl den Kahlen in der Schlacht von Jengland.
1847 wurde der Name des Ortes von Fougeray in Grand-Fougeray geändert.

## Bevölkerung
| Jahr      | 1962  | 1968  | 1975  | 1982  | 1990  | 1999  | 2006  | 2017  |
| --------- | ----- | ----- | ----- | ----- | ----- | ----- | ----- | ----- |
| Einwohner | 2.127 | 2.219 | 2.008 | 2.032 | 1.995 | 1.970 | 2.211 | 2.445 |

## Wirtschaft
Am Rande des Ortsteils Nourais wurden 2007 fünf Windkrafträder mit einer Gesamtleistung von zehn Megawatt errichtet.

## Sehenswürdigkeiten
Siehe auch: Liste der Monuments historiques in Grand-Fougeray
- Von der Burg, die im Mittelalter eine wichtige Rolle spielte, ist einer der sieben Wachtürme namens Tour du Guesclin (Monument historique) erhalten geblieben. Im Turm gibt es ein Museum.
- Sehenswert ist auch die romanische Kirche Saint-Pierre-Saint-Paul im Stadtzentrum (Monument historique).

## Nachweise
1. ↑  Grand-Fougeray auf der Website des Insee